# Scarabaeus erichsoni
Scarabaeus erichsoni är en skalbaggsart som beskrevs av Edgar von Harold 1867. Scarabaeus erichsoni ingår i släktet Scarabaeus och familjen bladhorningar. Inga underarter finns listade i Catalogue of Life.